# ロバート・ウェストール
ロバート・ウェストール（Robert Atkinson Westall、1929年10月7日 - 1993年4月15日）は、イギリスの作家、教師、ジャーナリスト。児童文学で有名だが、ノンフィクションや大人向けの小説も書いていた。彼の小説の多くは複雑で暗い、大人のテーマを扱った十代向けのものであった。彼は"the dean of British war novelists"（イギリスの戦争小説家たちのさきがけ）と言われている。
処女作『"機関銃要塞"の少年たち（The Machine Gunners）』は1975年に図書館協会からカーネギー賞を受賞し、その年の傑出した児童文学として知られている。2007年の70周年祭で、受賞作品のトップテンの一つに、一般人の人気投票を収集した選考委員から選ばれた。ウェストールは二度のカーネギー賞とネスレスマーティーズブック賞、一度のガーディアン賞を受賞した。

## 若かりし頃と仕事
ロバート・ウェストールは1929年10月7日、タイン・アンド・ウィアのノースシールズ（ノーサンバーランド）で生まれた。第二次世界大戦の間タインサイドで育った。その時間は彼の多くの小説の舞台となっており、彼の生活が大きな出発点、発想となった。ダラム大学でファインアートの学位を取得し、1957年にロンドンのスレイド美術学校で彫刻の修士号を取得した。1953年から1955年まで、ウェストールはRoyal Corps of Signalsの下級伍長としてイギリス軍で働いた。その後教師となり、チェシャーのノースウィッチにあるSir John Deane's Grammar School（現在のSir John Deane's College）で美術部門とキャリア部門の代表となった。ウェストールは1966年と1975年の間にSamaritans (charity)の支店理事としても働き、またジャーナリストとしてCheshire Life やThe Cheshire Chronicleで仕事をし、ガーディアン紙の美術批評の記事も執筆した。

## 執筆
ウェストールは息子クリストファーに第二次世界大戦中の自分の経験を話したことがきっかけに、小説家になることになった。最初の本『"機関銃要塞"の少年たち』は1975年にマクミランより出版された。二次大戦中、イギリス人の少年が森の中で機関銃を備え、壊れたドイツの爆撃機を発見する話である。1983年にBBCのテレビ連続番組として映像化された。
『"機関銃要塞"の少年たち』はタインマウスをフィクション化した街ガーマウスが舞台であり、1977年の『The Watch House 』や、続編である1979年の『Fathom Five』でも舞台となった 。
クリストファー・ウェストールは1978年、18歳でバイク事故を起こして死に、カーネギー賞を受賞した1978年の『The Devil on the Road』と、1983年の短編小説『チャス・マッギルの幽霊（The Haunting of Chas McGill）』の着想の元となった 。
ウェストールは1981年にChatto & Windusで出版された『かかし』で二度目のカーネギー賞を受賞した 。この賞を三度受賞した人は誰もいないが、この時点でも彼は専業小説家であったわけではなかった。彼は1985年に教師を引退して、執筆に重きを置くまで骨董品取引もしていた。
1989年にBodley Headから出版された『Blitzcat』でネスレスマーティーズブック賞の9-11歳部門を受賞。1994年、アメリカ図書館協会はその作品を最近25年のヤングアダルトのための100冊の一つに選んでいる 。1990年、Methen出版の『海辺の王国（The Kingdom by the Sea）』でガーディアン賞を受賞した。その作品と1992年の『弟の戦争（Gulf）』は、カーネギー賞の候補作として高く評価された。後者は湾岸戦争の間の国内戦線についての話である。
1988年から死去までの間、Lymmの作家サークルに出席し、新しい作家への支援と指導を楽しんだ。その生徒の一人Jonathan Welfordに用意された作品のタイトルは『Nightmare』。これは彼の最後の本となり、『The Night Mare』は彼の死後に出版された。

## 死去
ウェストールは1993年4月15日、Warrington Hospitalで肺炎による呼吸不全で死去した。
彼は死去前には、家主のLindy McKinnelと、Lymmの街の1 Woodland Avenueの貸間に住んでおり、少し離れた所にコテージがあり、執筆のため日々家を離れた。ロバートは朝の仕事に行く気分が好きだった。以前は彼はノースウィッチの20 Winnington Laneに住んでいて、DavenhamのChurch StreetにあるMagpie Antiquesに走っていた。ジャーナリストとして、Cheshire LifeやノースウィッチのChronicle、WarringtonのGuardianに執筆した。追悼式は1993年9月29日、WarringtonのThelwallにあるAll Saints' Churchの近くで開かれた。教師時代の同僚や、Reed Children's Booksの編集長のMiriam Hodgsonから、賛辞が送られた。
翌年、ウェストールの生まれた土地であるタインサイドのノースシールズにある7 Vicarage Streetにブルー・プラークが置かれた。プラークは「ロバート・ウェストール散歩」 と題されてもいて、世界的に有名な児童文学者が、作品の舞台とした場所を、彼のファンたちは歩いて回ることができる。
ウェストールの作品は日本のアニメーター宮崎駿の想像力をかきたてた。2006年10月、宮崎駿により『タインマスへの旅（A Trip to Tynemouth）』が日本で出版された。これはウェストールの著作集『Break of Dark』で最初に出版された話『ブラッカムの爆撃機』が元となっているが、日本では福武書店から出版された本が絶版となり、徳間書店の選書にも本作が収録されそうになかった。これを憂いた宮崎駿がロケハンをした上で作品を紹介する漫画を描き、『ブラッカムの爆撃機』『チャス・マッギルの幽霊』『ぼくを作ったもの』と一緒に収録して出版した。物語はイギリス空軍のビッカース ウェリントン爆撃機の乗組員の話。ニックネームはポパイの漫画のJ. Wellington Wimpyから来ている。

## 著作
WorldCatによれば、WorldCatに参加している図書館には、ウェストール作品の17種類の外国語の版がある。

### 大人向け
- Antique Dust (1989)

### 短篇集
- Spinetinglers (1988)
- Ghost Stories (1993)
- Cat's Whispers and Tales (1996)
- The Best of Robert Westall Volume One: Demons and Shadows (1998)
- The Best of Robert Westall Volume Two: Shades of Darkness (1998)

### フィクション
| - "機関銃要塞"の少年たち en:The Machine Gunners (1975)" - The Wind Eye (1976) - The Watch House (1977) - The Devil on the Road (1978) - 水深五尋 en:Fathom Five (1979) - かかし en:The Scarecrows (1981) - Break of Dark (1982) - Futuretrack Five (1983) - The Haunting of Chas McGill (1983) - The Cats of Seroster (1984) - Rachel and the Angel (1986) - The Creature in the Dark (1988) - ゴーストアビー Ghost Abbey (1988) - Ghosts and Journeys (1988) - 猫の帰還 en:Blitzcat (1989) - The Call and Other Stories (1989) - Old Man on a Horse (1989) - A Walk on the Wild Side (1989) - Echoes of War (1989) - en:Urn Burial (1989) | - If Cats Could Fly (1990) - 海辺の王国 The Kingdom by the Sea (1990) - The Promise (1990) - Stormsearch (1990) - The Stones of Muncaster Cathedral (1991) - Yaxley's Cat (1991) - Fearful Lovers (1992) - 弟の戦争 Gulf (1992) - 青春のオフサイド Falling Into Glory (1993) - A Place For Me (1993) - Size Twelve (1993) - The Wheatstone Pond (1993) - A Time of Fire (1994) - The Witness (1994) - Blitz (1995) - Christmas Spirit (1995) - The Night Mare (1995) - Blizzard (1996) - Harvest (1996) - Love Match (1997) - Voices in the Wind (1997) - David and the Kittens (2003) |

### ノンフィクション
- Children of the Blitz (1985)

### 自伝
- ぼくを作ったもの The Making of Me (2006)

## 受賞
アメリカ図書館協会  最近25年間のヤングアダルトのための100冊 
- 1994: Blitzcat[10]

アメリカ図書館協会  ヤングアダルトのための最優秀フィクション
- 1997: Gulf[13] [リンク切れ]

ボストングローブホーン本賞 入選作
- 1977 Honor Book: The Machine Gunners[14]
- 1982 Honor Book: The Scarecrows[14]

カーネギー賞
- 1975: The Machine Gunners[5]
- 1981: The Scarecrows[9]
- 1990 highly commended runner up: The Kingdom by the Sea[12][a]
- 1992 highly commended runner up: Gulf[12][a]
- 1978 commended runner up: Devil on the Road[12][a]

ドラキュラ協会 夜の子ども賞
- 1991: The Stones of Muncaster Cathedral[15]

ガーディアン 子どものフィクション賞
- 1991: The Kingdom by the Sea[11][16]

ネスレスマーティブック賞 9-11歳部門
- 1989: Blitzcat[2]

シェフィールド 子どもの本賞
- 1991: The Promise [17]